# Вижа
Вижа (пол. Wyrza, нім. Friedrichsberg) — село в Польщі, у гміні Мроча Накельського повіту Куявсько-Поморського воєводства.
Населення — 361 особа (2011).
У 1975-1998 роках село належало до Бидгощського воєводства.

## Демографія
Демографічна структура станом на 31 березня 2011 року:
|          | Загалом | Допрацездатний вік | Працездатний вік | Постпрацездатний вік |
| -------- | ------- | ------------------ | ---------------- | -------------------- |
| Чоловіки | 188     | 53                 | 125              | 10                   |
| Жінки    | 173     | 31                 | 110              | 32                   |
| Разом    | 361     | 84                 | 235              | 42                   |